# Ansan (Francja)
Ansan – miejscowość i gmina we Francji, w regionie Oksytania, w departamencie Gers.
Według danych na rok 1990 gminę zamieszkiwało 68 osób, a gęstość zaludnienia wynosiła 9 osób/km² (wśród 3020 gmin regionu Midi-Pyrénées Ansan plasuje się na 995. miejscu pod względem liczby ludności, natomiast pod względem powierzchni na miejscu 1283.).